# 土曜の夜は尻上がり!「ピーチゃんねる」
『土曜の夜は尻上がり!「ピーチゃんねる」』（どようのよるはしりあがり! ピーチゃんねる）は、インターネットテレビ局AbemaTVのAbemaSPECIALチャンネルで2016年7月16日から2018年7月1日まで配信されていた情報バラエティ番組である。

## 番組概要
1週間頑張ったあなたに、一番楽しい土曜日の夜にお届けする、世の中を尻上がりにしていくことをテーマに送るバラエティ番組。エロ番組ではなく、あくまで知って得する情報番組である。通称：ピーチゃんねる。ピーチャン。
2017年以降のセットは高級風俗店をイメージしており、シャンデリアや赤いカーペットの意匠が施され、ゲスト（VIP）席後ろには「本番禁止」、「罰金100万円」の張り紙がされていた。
配信開始当初、土曜23時 - 翌1時での配信であったが、「やれたかも委員会」の配信開始に伴い、2018年1月27日より30分繰り下げの土曜23時30分 - 翌1時の配信に変更。4月1日からは0時 - 1時の1時間番組となる。
2018年3月17日♯83の配信で6月いっぱいでの番組終了が発表された（実際には7月1日まで配信された）。最終回♯96は3時までの3時間スペシャルとし、過去レギュラーだったメンバーも出演した。

## 出演者

### MC
- JOY

オージ（王子）。オーガナイザー退任により2017年10月7日より就任。ニックネームの「オージ」は後述するオーガナイザーが「オーガ」と呼ばれていたことにちなみ、「デカマラ王子」の略である。
- 吉村崇（平成ノブシコブシ）

マネージャー。進行役および解説役。女性と一部のチェリーの為の変態担当(服を脱ぐ癖がある)。
- 倉持由香

ナレーションを担当する進行アシスタント。尻職人。この番組を担当し、『ヒルナンデス!』（日本テレビ）レギュラーの座をあきらめた。
- みひろ

アシスタントMC。人妻。35才生誕スペシャルの際は水着で出演。貧乳を責められた。SOD女優出演の際はレジェンドとして崇められているが、吉村からは相手にされずババア呼ばわりされている。

### 準レギュラー
- 矢部太郎（カラテカ）

レジェンド。不定期でゲスト出演。シリタガールズ2期生萌木七海をこよなく慕う。歴代最多ゲストであり、最終回にも出演。

### 過去のMC
- 佐山彩香(2016年7月16日 – 2017年3月25日、2018年7月1日)[4]

清純派担当。当番組が初のバラエティ番組レギュラーとなった。清純派として出演するが、倉持率いるチームKと対抗するチームSキャプテンとして徐々に乱れていった。最終回では姉と母からメッセージをもらい、家族に番組を見られていたことを知ったことも合わさり号泣した。最終回にも出演。
- 田村淳（2017年4月1日）

吉村の代打としてゲストMC。この回より尻神様建立、新セット、新スタジオへの引っ越しがあったため、吉村以外の出演者から崇められる。以後もたびたびゲスト出演。
- マイケル富岡(2016年7月16日 – 2017年9月30日、2018年7月1日)

オーガナイザー。90年代伝説の番組コーナーMCを務めた経験から、番組スタート時よりご意見番的なポジションを務めた。番組セットに鎮座する金色の桃（尻神様）も管理。オープニングで「今夜も放送事故が起こりませんように」と祈るのが恒例となっていた。2017年9月30日配信分（#61）でミッションコンプリートのため勇退。レギュラー出演者からは名前で呼ばれることはほとんどなく、役職名の略である「オーガ」と呼称された。最終回にも出演。

### シリタガールズ
ヒップ85cm以上（自称含む）から選抜される番組イメージガール。当初は野球の打順になぞらえ9人が紹介、選抜されていたが、CDリリースを前後してレギュラー補欠制度は廃止された。

#### 【 1期生 】
- シリアルナンバー3    お尻ふるふる　ビッチパーフェクト：古川真奈美
- シリアルナンバー1    自称エロ番長　白き童貞スナイパー：小田飛鳥
- シリアルナンバー6    桃から生まれたピーチ姫　見た目は子供、体は大人：水月桃子

#### 【 2期生 】
- シリアルナンバー11   パンチラサディスティックメイド　サディスティックローライズ：寺口智香[8][注 2]
- シリアルナンバー12   大人の宝箱　ハイパーパイパン：吉野七宝実

#### 【 3期生 】
- 星のお股はすぐ開く：星優姫
- 濡れるもっちり新感触：吉田実紀
- まとわりつくハイトーンボイス：ソラ豆琴美
- 仲間のケツ拭く優しいヤンキー：小林ひろみ
- 仕事の前にファイト1発：小山夏希[注 3]

#### 【新シリタガールズ】
- ヒップキャンパスクイーン：原満莉菜 – 2017年12月9日は倉持の代わりにアシスタントMC
- 絶対に負けられない尻がある：沖名瑠美

### 脱退、卒業
- シリタガール一期生：西村ケリー
- シリタガール一期生：木下結愛
- シリアルナンバー8   いつもなら寝てる時間:小山田経子 – 2017年8月で卒業[9]。
- シリアルナンバー9   あなたのお部屋にとまろかな:まろか－別の仕事の都合で番組に出れなくなり卒業。
- みつめてほしいのおしりーの：璃乃 – 2017年4月に選抜され人気1位（1番センター）だったものの、出演しない回が続き、5月27日配信♯44で事務所の売り出し方針との相違による脱退が明かされた。
- シリアルナンバー4   尻で奏でるシンフォニー　くりかえすそのシリリズム：碧風歌[10]
- マッスルヒップ：meru – 渡米のために2017年9月30日配信回#61 をもって卒業。
- シリアルナンバー7   ヒップアタックNO.1 変わらない吸引力：齊藤夢愛 – 仙台帰郷のため[11]2017年11月25日配信回#68 をもって卒業。
- シリアルナンバー10   世界一エッチなナマケモノ　上から攻めるナマケモノ：萌木七海 – 2018年1月27日配信回で卒業（報告は同年2月16日）[12]。

## 主なコーナー

### ケツナンデス
- メインとなる情報コーナー。「知って得する情報番組」を強調して前振られるが、決まって下世話な情報がリポートされる。

### 尻上がり生電話
- チェリーボーイ、またはチェリーガールとシリタガールをつなぐ生電話コーナー。

### LET'S スクSHOW TIME
- 赤ランプと警報とともに毎回緊急に始まるスクリーンショット歓迎のデンジャラスコーナー。コーナー中、吉村が持つ「KETSU NOTE」に書かれたことをシリタガールは実行しなければならない。コーナー中限定で「KETSU NOTE」記述内容も募集される。

### みんなでエッチ団結
- 5月からスタートした新コーナー。団結して演じることで、いかに感じていることを隠せるかを競うコーナー。以降、団結力を競うという趣旨を守りながらも多種多様な種目を行っている。

### エロネットたかし
- アダルトグッズに通ずるマネージャー・吉村が、最新のおもちゃをプレゼンするコーナー。男性用、女性用問わずに紹介する。紹介商品は視聴者にプレゼントされる。大人のデパート エムズ提供。

### エッチな紙芝居
- 毎月末週のコーナー。SOD女優がVIPゲストとなるため、出演作を紙芝居で紹介する。

### 無修正！デリヘル×ピーチャン
- SOD風俗情報サイトKaku-Butsuとのコラボコーナー。Kaku-Butsu代表の金丸伸吾をコンシェルジュに迎え、デリバリーヘルスと連絡を取り、実際にヘルス嬢をスタジオに呼ぶコーナー[13]。

### おやちゅみもっちー
- 番組最後に倉持由香が布団の中から視聴者のコメントなどを紹介するショートコーナー。進行の都合上カットされることもある。

## 音楽

### オープニングテーマ
- シリタガールズ「合言葉は尻上がり」作詞作曲：お湯たま（2017年7月15日 – 9月、以降もイメージソングとして使用）
- シリタガールズ「アラサーでララバイ」作曲：松田'我流'純一、編曲：小田原喝采（2017年9月30日 – 2018年）

## 関連
- 妄想マンデー

配信元、およびスタッフが共通することからたびたびコラボスペシャルを行っている。2017年7月には共同で「ミス妄ピー・グランプリ」を開催。準ミス・吉野、ミス・寺口と両名を当番組から輩出した。
- 新春アベマで姫はじめ！ピーチゃん×妄マン×マスカッツ 生で今年もよろシコねSP（2018年1月1日0時30分 - 3時25分）

「妄想マンデー」「ピーチゃんねる」「恵比寿マスカッツ1.5 真夜中のワイドショー」3番組合体特別番組。冒頭部分、および通しMCは本番組が務めた。
- 月刊キスカ

2018年7月号で「シリタガールズ・HIPBOUT」と題した企画グラビアを掲載。掲載はシリタガールズ＋倉持。

## 備考
- YouTube公式アカウントでのアーカイブ動画配信は他のAbemaTV番組と違い、AbemaTV公式 YouTubeアカウントではなく、【公式】土曜の夜は尻上がり!「ピーチゃんねる」アカウントで行っている。
- 「人気芸人対マスカッツ!ポロリ100%!夜の水泳大会 極楽とんぼKAKERU TV」（2017年9月1日-2日、AbemaTV）にシリタガールズとして小田、齊藤、寺口、古川、水月、吉野の6人で出演。アシスタントのみひろ、倉持も応援に加わり仮面女子、恵比寿★マスカッツと戦った（実際にローション相撲で対戦したのはクロちゃん）。ちなみにみひろは初代恵比寿マスカッツ＆恵比寿マスカッツ1.5メンバー。倉持はKAKERU TVの準レギュラー。